# Paranomus spathulatus
Paranomus spathulatus là một loài thực vật có hoa trong họ Quắn hoa. Loài này được Kuntze miêu tả khoa học đầu tiên.